# 更高 (蕾哈娜歌曲)
更高是巴巴多斯歌手蕾哈娜为她的第八张录音室专辑《反了》录制的一首歌曲。

## 制作和创作
蕾哈娜于2015年3月初在Instagram上放出了这首歌的片段。这首歌由欧内斯特·威尔逊（No ID）、B. 鲍雷利、蕾哈娜、杰里·巴特勒、肯尼·甘博和里昂·赫夫创作。No ID制作了这首歌，并且采样了The Soulful Strings歌曲Beside You的元素。美国制作人库克·哈雷尔负责这首歌的人声制作。更高是在洛杉矶的西湖录音室录制的。马科斯·托瓦尔负责人声录制。这首歌曲最终由曼尼·马罗奎恩（Manny Marroquin）在北好莱坞的拉拉比錄音室（Larrabee Studios）混音，与混音助理克里斯·加兰（Chris Galland）和艾克·舒尔茨（Ike Schultz）一起完成，然后由克里斯·格林格（Chris Gehringer）在纽约市的斯特林录音室（Sterling Sound）进行母带制作。
这首谣曲长达两分钟。《新音乐快递》乔丹·巴塞特（Jordan Bassett）称更高是一首“纯粹的情歌”，而《滚石》杂志的布列塔尼·斯帕诺斯（Brittany Spanos）则将这首歌描述为“有蓝调风格”。《独立报》艾米丽·贾普将更高描述为一首“受艾米·怀恩豪斯启发的歌曲”，《时代》杂志的诺兰·菲尼称这首歌是一首“被威士忌浸透的诱惑之歌”。

## 评论
一些乐评人给这首歌的情感表达给出正面评价，也有一些乐评对于蕾哈娜在这首歌的声音表现感到失望。《公告牌》的Julianne Escobedo Shepherd认为蕾哈娜在这首歌中的高音部分表现得不够成功，声音听起来有些走调。《前音後果》的David Sackllah称这首歌“震撼人心”，蕾哈娜“将她的歌唱实力推向了极限”。
《新音乐快递》的乔丹·巴塞特（Jordan Bassett）称赞了蕾哈娜在更高中的演唱，认为这可能是她录制过的最美丽和浪漫的作品之一。《衛報》的迈克尔·克拉格（Michael Cragg）尽管背景音乐很美，但蕾哈娜的实验性唱腔在这首歌中听起来几乎无法忍受。相比之下，该报的亞歷希斯·帕特里迪斯形容这首歌的结合了含糊的人声和晕眩的音乐，听起来非常不错，像是由60年代由醉酒歌手表演的伤感歌曲。
Pitchfork的Jayson Greene称这首歌是“No ID 的又一杰作”，并认为蕾哈娜在这首歌中的表现为“last call Rihanna”，意指她像一个醉酒后向情人拨打电话的人，“带着破碎的嗓音、无尽的渴望以及对尊严的漠视”。《Spin》的Brennan Carley将这首歌与美国节奏布鲁斯女歌手的作品At Last进行了比较，而同一刊物的Eve Barlow则表示这首歌的演唱“有点喊叫式的”。
《Teen Vogue》的Crissy Milazzo认为这首歌有来自艾米·怀恩豪斯和阿黛尔的影响，称它“真诚”、“让人耳目一新”。《今日美國》Maeve McDermott和Patrick Ryan 称蕾哈娜放弃了优美的颤音，在唱片中最 BadGalRiRi 的时刻唱着一些深夜的挑逗。”《Vox》的Caroline Framke 写道：“更高只有两分钟长，但蕾哈娜的原始渴望却灼热无比。从迷人的‘这杯威士忌让我感觉很美’，到蕾哈娜全身心投入到只想和某人在一起的混乱状态……”

## 影响
更高》启发了新西兰创作歌手洛德创作第二张专辑《狂想曲》中的歌曲負擔。据报道，洛德在听更高时“感动得流泪”，这帮助她创作了歌曲負擔。
2020年，杰伊·伊莱克特朗卡在他的首张专辑《A Written Testimony》中的歌曲Flux Capacitor中采样了这首歌的片段。杰斯还在这首歌曲跨刀献唱。
美国创作歌手玛伦·莫里斯于2016年在网上分享了这首歌的原声翻唱版。

## 排行榜
| 榜单（2016年）                   | 最高排名 |
| -------------------------------- | -------- |
| 法國（法國唱片出版業公會單曲榜） | 185      |
| 瑞典（瑞典每周热歌榜）           | 8        |

## 认证
| 國家或地區                   | 認證 | 認證單位/銷量 |
| ---------------------------- | ---- | ------------- |
| 美國（美國唱片業協會）       | 白金 | 1,000,000‡    |
| ‡僅含認證的串流媒體+實際銷量 |      |               |